# Rumania en los Juegos Olímpicos de Pyeongchang 2018
Rumanía estuvo representada en los Juegos Olímpicos de Pyeongchang 2018 por un total de 27 deportistas que compitieron en 8 deportes. Responsable del equipo olímpico fue el Comité Olímpico y Deportivo Rumano, así como las federaciones deportivas nacionales de cada deporte con participación.
El portador de la bandera en la ceremonia de apertura fue el biatleta Marius Ungureanu. El equipo olímpico rumano no obtuvo ninguna medalla en estos Juegos.